# La Herlière
La Herlière és un municipi francès situat al departament del Pas de Calais i a la regió dels Alts de França. L'any 2007 tenia 152 habitants.

## Demografia

### Població
El 2007 la població de fet de La Herlière era de 152 persones. Hi havia 56 famílies de les quals 12 eren unipersonals (8 homes vivint sols i 4 dones vivint soles), 24 parelles sense fills i 20 parelles amb fills.
La població ha evolucionat segons el següent gràfic:
Habitants censats

### Habitatges
El 2007 hi havia 56 habitatges, 55 eren l'habitatge principal de la família i 1 estava desocupat. 55 eren cases i 1 era un apartament. Dels 55 habitatges principals, 43 estaven ocupats pels seus propietaris, 9 estaven llogats i ocupats pels llogaters i 3 estaven cedits a títol gratuït; 3 tenien dues cambres, 3 en tenien tres, 10 en tenien quatre i 39 en tenien cinc o més. 50 habitatges disposaven pel capbaix d'una plaça de pàrquing. A 24 habitatges hi havia un automòbil i a 27 n'hi havia dos o més.

### Piràmide de població
La piràmide de població per edats i sexe el 2009 era:
| Homes | Edats   | Dones |
| ----- | ------- | ----- |
| 0     | 95 o +  | 0     |
| 0     | 90 a 94 | 4     |
| 0     | 85 a 89 | 4     |
| 0     | 80 a 84 | 0     |
| 8     | 75 a 79 | 4     |
| 4     | 70 a 74 | 4     |
| 0     | 65 a 69 | 4     |
| 4     | 60 a 64 | 0     |
| 0     | 55 a 59 | 4     |
| 4     | 50 a 54 | 0     |
| 4     | 45 a 49 | 4     |
| 0     | 40 a 44 | 4     |
| 8     | 35 a 39 | 8     |
| 4     | 30 a 34 | 0     |
| 8     | 25 a 29 | 4     |
| 0     | 20 a 24 | 8     |
| 4     | 15 a 19 | 4     |
| 8     | 10 a 14 | 4     |
| 4     | 5 a 9   | 4     |
| 8     | 0 a 4   | 0     |

## Economia
El 2007 la població en edat de treballar era de 90 persones, 74 eren actives i 16 eren inactives. De les 74 persones actives 66 estaven ocupades (37 homes i 29 dones) i 8 estaven aturades (4 homes i 4 dones). De les 16 persones inactives 4 estaven jubilades, 4 estaven estudiant i 8 estaven classificades com a «altres inactius».

### Ingressos
El 2009 a La Herlière hi havia 54 unitats fiscals que integraven 153 persones, la mediana anual d'ingressos fiscals per persona era de 17.468 €.

### Activitats econòmiques
Dels 7 establiments que hi havia el 2007, 3 eren d'empreses de construcció, 1 d'una empresa de comerç i reparació d'automòbils, 1 d'una empresa de transport, 1 d'una empresa de serveis i 1 d'una empresa classificada com a «altres activitats de serveis».
Dels 2 establiments de servei als particulars que hi havia el 2009, 1 era una lampisteria i 1 electricista.
L'any 2000 a La Herlière hi havia 6 explotacions agrícoles.

## Poblacions més properes
El següent diagrama mostra les poblacions més properes.